# WSK M21W2 Perkoz
WSK M21W2 Perkoz - prototypowy model motocykla marki WSK.
WSK Perkoz powstał w 1977 roku jako kontynuacja linii motocykli opartych na modelu podstawowym M21. Od dotychczasowych modeli różni go zmieniona konstrukcja ramy - podwójnej w dolnej części (tzw. rama półpodwójna), bębny hamulcowe o zwiększonej średnicy oraz zastosowanie widelca teleskopowego nowej konstrukcji: o progresywnej charakterystyce resorowania, półkach i goleniach odlewanych ze stopu aluminium. Perkoz wyposażony został w kierunkowskazy, lusterka wsteczne, nowe zespolone przełączniki elektryczne na kierownicy, nowością było także wprowadzenie włącznika światła stop dla przedniego hamulca.

Wykonano ok. 1000 szt. serii próbnej jednak produkcja wielkoseryjna nie została podjęta.

## Dane techniczne
- Silnik - typ 059 później 060, jednocylindrowy, dwusuwowy, chłodzony powietrzem.
- Pojemność skokowa - 175 cm3.
- Moc maksymalna - 14 KM (10,3 kW) przy 5800 do 6000 obr./min i stopniu sprężania 9:1
- Akumulator 6V/8Ah, zapłon bateryjny.
- Skrzynia biegów – 4-biegowa, napęd łańcuchem.
- Rama kołyskowa, w dolnej części podwójna.
- Bębny hamulcowe o średnicy 150 mm z wziernikami zużycia okładzin ciernych
- Masa - 123 kg, dopuszczalne obciążenie - 160 kg.
- Prędkość maksymalna 105 km/h.
- Zużycie paliwa 3,8l/100 km.
- Pojemność zbiornika paliwa 10,5 l.